# Tân Trạch, Bố Trạch
Tân Trạch là một xã thuộc huyện Bố Trạch, tỉnh Quảng Bình, Việt Nam.

## Địa lý
Xã Tân Trạch có vị trí địa lý:
- Phía đông giáp xã Phú Định
- Phía đông nam giáp huyện Quảng Ninh
- Phía tây và tây nam giáp xã Thượng Trạch
- Phía bắc giáp thị trấn Phong Nha và xã Hưng Trạch.

Xã Tân Trạch có diện tích 362,81 km², dân số năm 2019 là 407 người, mật độ dân số đạt 1 người/km².

## Hành chính
Xã Tân Trạch được chia thành 2 bản: Bản 39, Bản Đoòng.